# Обличчя на підлозі бару
«Обличчя на підлозі бару» (англ. Face on the Bar Room Floor) — короткометражний комедійний фільм 1914 року за участі Чарлі Чапліна.

## Сюжет
Волоцюга розповідає в барі товаришам по чарці, що в минулому він був багатим художником. Однак після того, як від нього пішла Мадлен, він поступово опустився на дно життя. Він намагається намалювати крейдою на підлозі бару обличчя жінки, однак падає мертвий.

## У ролях
- Чарльз Чаплін — волоцюга
- Сесіль Арнольд — Мадлен
- Джесс Денді — коханець, який вкрав Мадлен
- Вівіан Едвардс — модель
- Едвард Нолан — бармен
- Чарльз Беннетт — моряк
- Честер Конклін — товариш по чарці
- Мінта Дарфі — Біт
- Едвін Фрейзі — товариш по чарці
- Воллес МакДональд — товариш по чарці
- Генк Манн — товариш по чарці
- Френк Опперман — товариш по чарці
- Гаррі Мак-Кой — товариш по чарці
- Джозеф Свікард — товариш по чарці (немає у тітрах)